# Snowboard vid olympiska vinterspelen 1998
Snowboard vid olympiska vinterspelen 1998 innebar att snowboard för första gången var olympisk gren. Bland de aktiva rådde dock blandade åsikter, eftersom vissa mer såg snowboardåkandet som en livsstil än en traditionell tävlingsidrott.

## Herrar

### Halfpipe

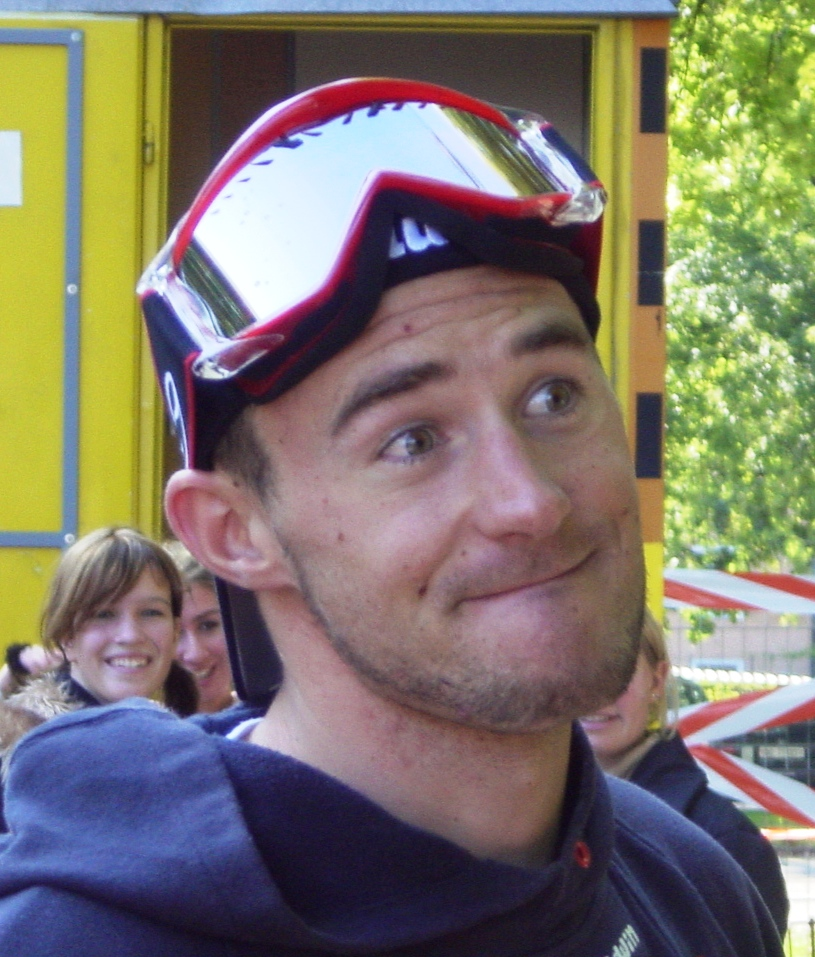
Gian Simmen

| Medalj | Tävlande      | Poäng |
| Guld   | Gian Simmen   |       |
| Silver | Daniel Franck |       |
| Brons  | Ross Powers   |       |

### Storslalom

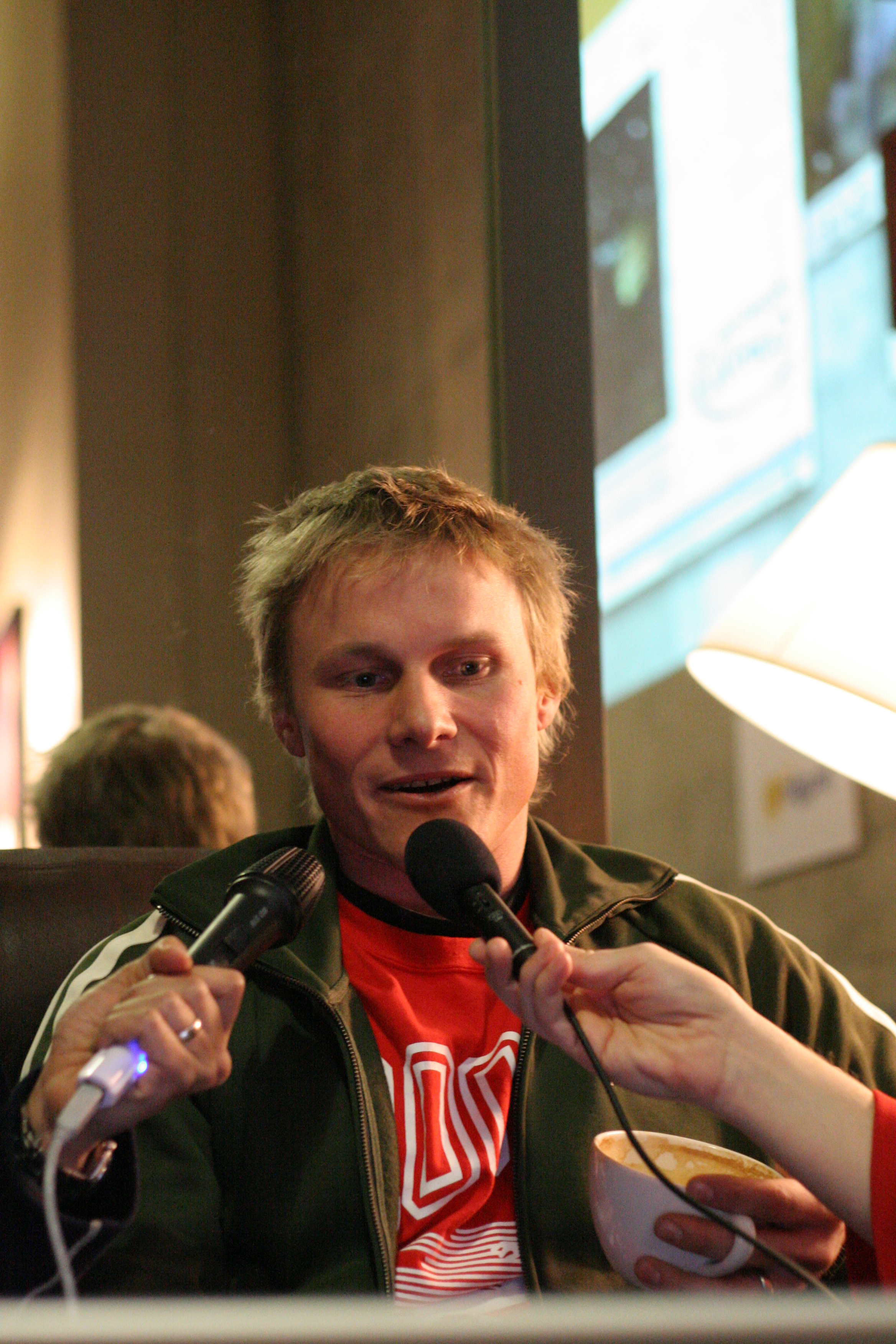
Ross Rebagliati

| Medalj | Tävlande        |
| Guld   | Ross Rebagliati |
| Silver | Thomas Prugger  |
| Brons  | Ueli Kestenholz |

## Damer

### Halfpipe
| Medalj | Tävlande             | Poäng |
| Guld   | Nicola Thost         |       |
| Silver | Stine Brun Kjeldaas  |       |
| Brons  | Shannon Dunn-Downing |       |

### Storslalom
| Medalj | Tävlande      |
| Guld   | Karine Ruby   |
| Silver | Heidi Renoth  |
| Brons  | Brigitte Köck |

### Fotnoter
1. ↑  Patrik Thornéus (20 januari 1998). ”Guldhoppet: Vi tvingas vara med i OS” (på svenska). Aftonbladet. http://wwwc.aftonbladet.se/sport/9801/20/backman.html. Läst 14 januari 2019.